# Хеб (округ)
Хеб (чеськ. Okres Cheb) — адміністративно-територіальна одиниця в Карловарському краї Чеської Республіки. Адміністративний центр — місто Хеб. Площа округу — 1 045,94 кв. км., населення становить 91 851 особа.
До округу входить 40 муніципалітетів, з котрих 10 — міста.